# 그 넋의 그림자
《그 넋의 그림자》는 1987년 2월 22일에 MBC TV에서 방영된 베스트셀러극장이다.

## 줄거리
유복한 가정에서 자라난 유경(김영란)은 고아 출신으로 무능력한 금호(김용건)와 결혼한다. 그녀는 금호 대신 집안살림을 혼자 꾸려가는데 연립주택의 주부들을 대상으로 하는 옷장사가 주된 수입 수단이다. 유경은 탁월한 상술과 부단한 노력을 한 덕분에 놀라울 정도의 매상을 올리면서 집안살림을 이끌어 가는데...

## 출연
- 김영란
- 김용건
- 김무생
- 전양자
- 이경호
- 박영규
- 이수나
- 김순경
- 김경란
- 김진규
- 이화시
- 김경미
- 이상미
- 신복숙
- 김순용
- 윤철형
- 순동운
- 원낭
- 노정아
- 박순애
- 최명성
- 장선숙
- 정영란
- 이영자
- 임재경